# 菲利普·哈布尔
菲利普·哈布尔（英語：Philip Hubble，1960年7月19日—），英国男子游泳运动员。他曾代表英国参加1980年和1984年夏季奥林匹克运动会游泳比赛，其中1980年奥运会获得一枚银牌。